# Repubblica del Banato
La Repubblica del Banato fu un piccolo e breve Stato che proclamò la sua indipendenza in seguito all'incipiente caduta dell'Impero austro-ungarico nella prima guerra mondiale nel novembre del 1918.
Il territorio era etnicamente molto eterogeneo (romeni 592,049 (37.42%), tedeschi 387,545 (24.50%), serbi 284,329 (17.97%), ungheresi 242,152 (15.31%), oltre a piccoli gruppi di altri etnici come slovacchi, croati, bulgari banatesi e russini) ed un gruppo di notabili tedeschi si propose di creare lo Stato indipendente. Lo scopo era evitare l'annessione ad uno degli Stati circostanti, mentre le varie etnie lavoravano per l'annessione al rispettivo Stato. Ragion per cui il Concilio fu molto combattuto.
A dirimere ogni questione ci pensò l'esercito serbo, che il 15 novembre invase la parte occidentale, mentre la parte orientale tornò all'Ungheria; tuttavia durante la Repubblica sovietica ungherese il Banato orientale fu occupato dalla Romania.
Il 16 aprile 1920, dopo il ritiro dei romeni dall'Ungheria, il gruppo di notabili tedeschi fece richiesta all'Intesa di ristabilire la Repubblica del Banato come Repubblica di Banatia, stavolta comprendente anche la Bačka (ungherese ma al momento ancora occupata dall'esercito jugoslavo). Tuttavia l'opposizione jugoslava fu forte ed impedì il progetto, ed anche la Bačka fu annessa definitivamente al Regno di Jugoslavia dopo un'effimera Repubblica serbo-ungherese di Baranya-Baja.